# Tele2
A Tele2 Magyarország Kft. egy vezetékes telefonhálózatokon elérhető alternatív szolgáltató volt, ami 2004.04.19-én indította el szolgáltatását Magyarországon, majd 2007-ben ki is vonult a magyar piacról. Jelmondata a Telefonáljon kevesebbért! volt.
Indulásának évében a Matáv Rt. és a Monor Telefon Társaság területén élők lehettek ügyfelei a Tele2-nek is. Később más szolgáltatók is hozzáférést biztosító szolgáltatókká váltak (továbbiakban: HBSZ). 2005 végére a teljes országot lefedték a szolgáltatásukkal, így az első (akkori nevén) T-Com után a Tele2 lett a második, országos lefedettségű közvetítőválasztó előtét számot nyújtó szolgáltató. Működése során nem rendelkezett saját, kiépített hálózattal.
Az anyavállalat székhelye a svédországi Stockholmban található, ahol a 2020-as években multiplay szolgáltatóként van jelen. Ott jelenleg vezetékes, mobil valamint TV és internet szolgáltatásokat is nyújt.
A 2000-es évek elejétől kezdve Magyarországon kívül több másik európai országban is jelen volt (Ausztria, Egyesült Királyság, Észtország, Franciaország, Hollandia, Horvátország, Németország, Norvégia, Olaszország), de hosszabb-rövidebb idő után mára már egyikben sem piaci szereplő. Továbbá Kazahsztánból és Oroszországból is kivonultak.

## A szolgáltatás igénybevétele Magyarországon
Első lépésként regisztrálni kellett a 1202-es számon, majd 1-2 hetes (de maximum 30 napos) átfutási idő után már használható volt a szolgáltatás.
A  vezetékes telefon előfizetőjének eredeti szolgáltatója megmaradt, de ha hívásait a 1502-es előtétválasztó szám felhívásával kezdte (majd újra vonalhangot hallva beütötte a hívni kívánt számot), akkor megadott esetekben olcsóbban telefonálhatott, mintha a HBSZ vonalát vette volna igénybe. Nem csak vezetékes szám, de mobilszám hívása is lehetséges volt. A szolgáltatásból ki volt zárva a helyi, segélykérő és emeltdíjas számok hívásának lehetősége, de egyéb hívószámok esetében is előfordulhatott az, hogy végül a HBSZ számlázott. Kizárt számok hívása esetén az előfizetőt egy hangüzenet figyelmeztette arra, hogy adott hívásra nem vehető igénybe a Tele2 szolgáltatása.
A szolgáltatás a már meglévő előfizetői készülékekkel volt használható, új telefonszámra, extra berendezésre vagy fizikai hálózat kiépítésére nem volt szükség. Az előfizetők a szolgáltatótól kapott 1502-es piros színű matricát is ragaszthattak a vonalas készülékeikre, hogy ne felejtsék el a rövidszámot felhívni (ez a postán kiküldött, úgynevezett üdvözlőcsomag része volt).

## Reklámháború
2005-re az átalakulóban lévő vezetékes piacon elindult a T-Com és a Tele2 közötti rivalizálás, ami lényegében a GVH-nak küldött kölcsönös bepanaszolásokba torkollott. Ebben az időszakban többek között szokatlan TV reklámokat láthattak a nézők, amikben például a T-Com nyíltan megnevezte vetélytársát és erősen megkérdőjelezte szolgáltatásának létjogosultságát. A két fél által közzétett reklámanyagokból általában nem derültek ki elsőre azok a fontosabb információk, amiket a szokásos apróbetűs részekből tudhattak meg a fogyasztók. Végül mindkét céget megbírságolta a Gazdasági Versenyhivatal.